# اللغة القبطية الحديثة
اللغة القبطية الحديثة هي لغة حديثة تم تطويرها بهدف إعادة إحياء اللغة القبطية القديمة وتبسيط استخدامها، مع الحفاظ على الأصوات القبطية الأصلية. يتميز هذا المشروع باستخدام أبجدية معدلة تعتمد على الحروف اللاتينية مع إضافة بعض الرموز الخاصة لتمثيل الأصوات القبطية التي لا توجد في اللغات اللاتينية. تهدف اللغة القبطية الحديثة إلى تسهيل تعلم اللغة المصرية القديمة وزيادة استخدامها في الحياة اليومية، مما يعيد للغة القبطية مكانتها الثقافية.

## تاريخ اللغة
اللغة القبطية كانت آخر مرحلة في تطور اللغة المصرية القديمة، واستخدمت في مصر في العصور الفرعونية ثم تطورت في العصور التالية إلى استخدام الحروف اليونانية نتيجة للغزو الروماني. بعد الفتح الإسلامي، اختفت اللغة القبطية تدريجيًا وحلت محلها اللغة العربية في الحياة اليومية. مع ذلك، استمرت اللغة القبطية في الاستخدام للأغراض الدينية.
في الوقت الحاضر، تأتي اللغة القبطية الحديثة كخطوة لإحياء اللغة المصرية القديمة مع تعديل الأبجدية وتحديث القواعد لتكون أكثر توافقًا مع اللغات الحديثة وتسهيل استخدامها على الأجيال الجديدة.

## الأبجدية
تستخدم اللغة القبطية الحديثة الأبجدية اللاتينية مع بعض الرموز الخاصة التي تمثل الأصوات الفريدة التي كانت موجودة في اللغة القبطية القديمة، مثل Ϣ (ش) و Ϥ (ف) و Ɣ (غ). تم إضافة بعض الحروف مثل Ē (إي طويلة) و Ō (أو طويلة) لتوفير مرونة أكبر في تمثيل الأصوات.
| الحرف | الحرف القبطى القديم        | الاسم الإنجليزي       | الاسم العربي  | النطق التقريبي |
| ----- | -------------------------- | --------------------- | ------------- | -------------- |
| A     | "Ⲁ" (Alif)                 | "Alpha"               | "آ" أو "أ"    | ألف            |
| B     | "Ⲃ" (Baa)                  | "Beta"                | "ب"           | باء            |
| G     | "Ⲅ" (Gamma)                | "Gamma"               | "ج"           | جيم            |
| D     | "Δ" (Daal)                 | "Delta"               | "د"           | دال            |
| E     | "Ⲉ" (E)                    | "Epsilon"             | "إي" قصيرة    | إي             |
| S     | "Ⲥ" (Seen)                 | "Sigma"               | "س"           | سين            |
| Z     | "Ⲝ" (Zay)                  | "Zeta"                | "ز"           | زاي            |
| Ē     | "Ⲉⲓⲕ" (Eek)                | "Eta"                 | "إي" طويلة    | إي طويلة       |
| Th    | "Ⲇ" (Thaa)                 | "Theta"               | "ث" أو "ذ"    | ثاء            |
| K     | "Ⲕ" (Kaaf)                 | "Kappa"               | "ك"           | كاف            |
| L     | "Ⲗ" (Laam)                 | "Lambda"              | "ل"           | لام            |
| M     | "Ⲙ" (Meem)                 | "Mu"                  | "م"           | ميم            |
| N     | "Ⲛ" (Noon)                 | "Nu"                  | "ن"           | نون            |
| O     | "Ⲟ" (Waw)                  | "Omicron"             | "أو" قصيرة    | واو            |
| P     | "Ⲓ" (Paa)                  | "Pi"                  | "ب" أو "پ"    | باء أو پاء     |
| R     | "Ⲏ" (Raa)                  | "Rho"                 | "ر"           | راء            |
| T     | "Ⲧ" (Taa)                  | "Tau"                 | "ت"           | تاء            |
| U / Y | "Ⲏⲁ" / "Ⲓⲁ" (Waw / Yaa)    | "Upsilon" / "Iota"    | "و" أو "ي"    | واو أو ياء     |
| Ō     | "ⲞⲎ" (Waw long)            | "Omega"               | "أو" طويلة    | واو طويلة      |
| Ɣ     | "Ⲑ" (Ghayn)                | "Ghayn"               | "غ"           | غين            |
| ʿ     | "Ⲉⲓ" (Ayn)                 | "Ayn"                 | "ع"           | عين            |
| Ϣ     | "Ⲥⲓ" (Shai)                | "Shai"                | "ش"           | شاي            |
| Ϥ     | "Ⲏⲓ" (Faa)                 | "Faa"                 | "ف"           | فاء            |
| Ϧ     | "Ⲕⲓ" (Khaa)                | "Khaa"                | "خ"           | خاء            |
| Ϩ     | "Ⲏⲓ" (Haa)                 | "Haa"                 | "هـ"          | هـ             |
| Ϫ     | "Ⲕⲉⲓ" (Ch)                 | "Chi"                 | "چ"           | چ              |
| Ϭ     | "Ⲩⲉⲓ" (Tsh)                | "Tshi"                | "تش"          | تش             |
| Ϯ     | "Ⲥⲓ" (Tee)                 | "Tee"                 | "تي"          | تي             |
| ḥ     | "Ⲏⲓ" (Haa)                 | "Haa"                 | "ح"           | حاء            |
| ö     | "Ⲉⲓ" (O with modification) | "O with modification" | "أو مع تعديل" | أو مع تعديل    |
| ė     | "Ⲅⲓ" (E with modification) | "E with modification" | "إي مع تعديل" | إي مع تعديل    |

### القواعد الأساسية

#### 1. ترتيب الجملة (SVO)
- الفاعل + الفعل + المفعول به (مثل العربية والإنجليزية).
- مثال:
  - Anok epo-s pi-shēri (أنا أحب الطفل).
  - Phe epo-f ti-shime (هو يحب المرأة).

#### 2. الضمائر
| الضمير (عربي) | الضمير (قبطي) | استخدامه        |
| ------------- | ------------- | --------------- |
| أنا           | Anok          | الفاعل/المبتدأ  |
| أنتَ           | Ante          | للمخاطب المذكر  |
| أنتِ           | Anti          | للمخاطب المؤنث  |
| هو            | Phe           | للغائب المذكر   |
| هي            | Thē           | للغائب المؤنث   |
| نحن           | Nan           | للمتكلمين الجمع |
| أنتم          | Tētn          | للمخاطبين الجمع |
| هم            | Phen          | للغائبين الجمع  |

#### 3. الأسماء والجمع
- المفرد:
  - Shēri (طفل) / Shime (امرأة).
- الجمع:
  - المذكر: إضافة -n → Shēri-n (أطفال).
  - المؤنث: إضافة -ou → Shime-ou (نساء).

#### 4. أدوات التعريف
- المذكر: Pi- → Pi-shēri (الطفل).
- المؤنث: Ti- → Ti-shime (المرأة).

#### 5. تصريف الأفعال
| الزمن    | التصريف       | مثال (أحب)      |
| -------- | ------------- | --------------- |
| الماضي   | لاحقة -a      | epo-sa (أحببتُ)  |
| الحاضر   | الفعل الأساسي | epo-s (أحبُّ)     |
| المستقبل | بادئة na-     | na-epo-s (سأحبُّ) |

#### 6. النفي
- أداة النفي mi قبل الفعل:
  - Anok mi epo-s (أنا لا أحبُّ).

#### 7. الاستفهام
- أداة الاستفهام Ei في البداية:
  - Ei phe epo-f? (هل هو يحب؟).

#### 8. الجمل الشرطية
- أداة الشرط Erok + جملة SVO:
  - Erok anok epo-s, na-epo-s (إن أحببتُ، سأحب).

#### 9. الأمر
- الفعل دون ضمير:
  - Epo! (أَحِب!).
  - Epo-f! (أَحِبَّهُ!).

#### 10. حروف الجر
| الحرف (قبطي) | المعنى | مثال                            |
| ------------ | ------ | ------------------------------- |
| em           | في/إلى | Anok em pi-ouro (أنا في الجبل). |
| n-           | مع     | Phe n-shēri (هو مع الطفل).      |

### الكتابة القبطية الحديثة (التفاصيل)
- الواصلة (-): تُستخدم لفصل اللواحق عن الفعل (للمبتدئين):
  - epo-s (أحبُّ + أنا) → بدون واصلة: epos.

### أمثلة تطبيقية
1. جملة بسيطة:
  - Anok epo-s pi-khēmi (أنا أحب مصر).
2. جملة منفية:
  - Anti mi epo-i ti-shime (أنتِ لا تحبين المرأة).
3. جملة مستقبلية:
  - Nan na-epo-n pi-ouro (سنحب الجبل).
4. جملة شرطية:
  - Erok phe epo-f, na-epo-s (إن أحبَّ، سأحب).